# 奥尔姆和维尔
奥尔姆和维尔（法語：Ormes-et-Ville，法語發音：[ɔʁm e vil]）是法国默尔特-摩泽尔省的一个市镇，位于该省南部，属于南锡区。

## 地理
奥尔姆和维尔（48°29'16"N, 6°12'11"E）面积12.49 平方千米，位于法国大東部大區默尔特-摩泽尔省，该省份为法国东北部内陆省份，是洛林的一部分，北邻比利时、卢森堡，北起顺时针与摩泽尔省、下莱茵省、孚日省和默兹省接壤。
与奥尔姆和维尔接壤的市镇（或旧市镇、城区）包括：贝内、克朗特努瓦、热贝库尔和阿普勒蒙、阿鲁埃、勒曼维尔、圣勒米蒙。

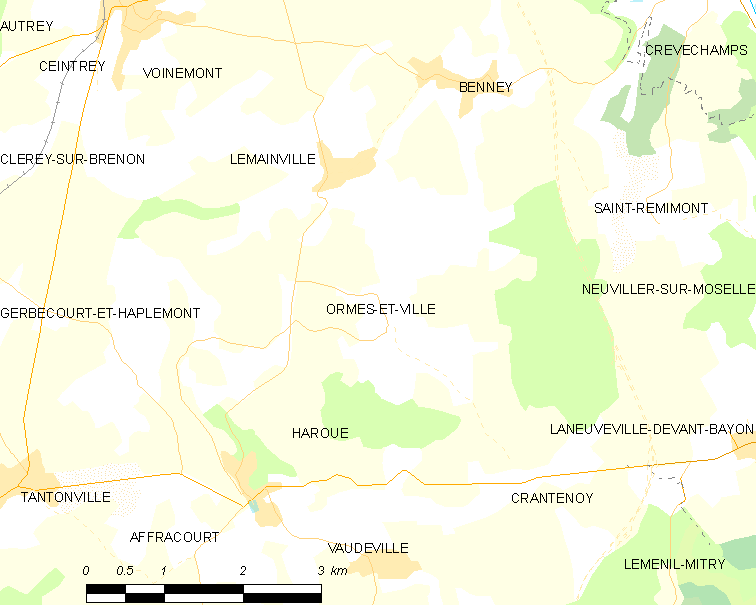
奥尔姆和维尔的OSM定位图

奥尔姆和维尔的时区为UTC+01:00、UTC+02:00（夏令时）。

## 行政
奥尔姆和维尔的邮政编码为54740，INSEE市镇编码为54411。

## 政治
奥尔姆和维尔所属的省级选区为梅讷欧桑图瓦县。

## 人口

1962-2008年间奥尔姆和维尔人口变化图示

奥尔姆和维尔于2022年1月1日时的人口数量为221人。